# ليسوتو في الألعاب الأولمبية
ليسوتو في الألعاب الأولمبية تقوم اللجنة الأولمبية الوطنية الليسوتية بالإشراف في شؤون مشاركة ليسوتو في الألعاب الأولمبية، شاركت ليسوتو أول مرة في الألعاب الأولمبية في دورة 1972 في ميونخ في ألمانيا الغربية، لم تفز ليسوتو حتى الآن بأي ميدالية أولمبية.